# Finschhafen
Finschhafen – miasto położone około 80 km na wschód od Lae na półwyspie Huona w prowincji Morobe w państwie wyspiarskim Papua-Nowa Gwinea. Nazwa miasta jest powszechnie błędnie zapisywana jako Finschafen lub Finschaven, a w czasie II wojny światowej w materiałach US Navy znalazł się nawet zapis Fitch Haven.
Miasto składa się z kilku osiedli, z których największymi są: Simbang, Heldsbach, Gagidu i Bunaweng. W mieście znajduje się siedziba władz dystryktu Finschhafen, a także duży szpital prowadzony przez misjonarzy. W pobliżu znajduje się port lotniczy Finschhafen (nazwa kodowa IATA = FIN).

## Historia

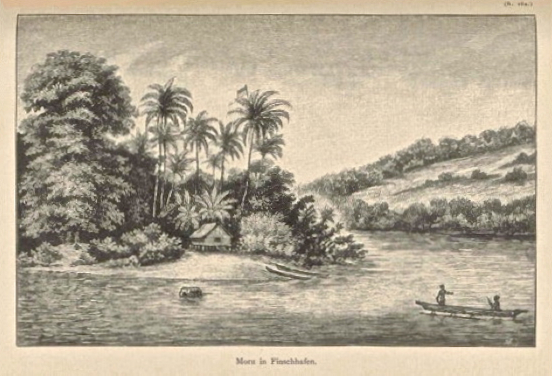
Moru pod Finschhafen 1884–1885

W latach 1873–1874 tereny te zbadał i skartował brytyjski nawigator, kapitan John Moresby, a w roku 1884 przybył na Nową Gwineę niemiecki naukowiec i odkrywca Otto Finsch, który uznał, że miejsce to nadaje się do zasiedlenia.
Na podstawie jego opinii w roku 1885 osadnicy, tworzący właśnie kolonię Nowa Gwinea Niemiecka, założyli w tym miejscu miasto, które nazwali Finschhafen (-hafen = zatoka lub port). W 1886 roku Johann Flierl i dwaj inni misjonarze luterańscy założyli misję w pobliskiej wiosce Simbang. Wokół miasta rozwijały się plantacje palm kokosowych, ale epidemia malarii w roku 1891 spowodowała ucieczkę plantatorów i przedstawicieli władz kolonii. Po jakimś czasie (1894) Finschhafen zostało zasiedlone ponownie, ale po siedmiu latach definitywnie opuszczone przez Niemców.
10 marca 1942 roku Finschhafen zajęła Cesarska Armia Japońska, ale w trakcie walk na Nowej Gwinei 2 października 1943 miasto odbiły wojska australijskie.
2 lutego 2012 roku w odległości 9 mil od miasta zatonął prom pasażerski MV Rabaul Queen z ponad 350 osobami na pokładzie, z których 300 uznano za zaginione.